# 埃内斯特·博
埃内斯特·亨利·博（法語：Ernest Henri Beaux，法語發音：[ɛʁnɛst bo]；1881年12月8日—1961年5月8日）出生於俄羅斯莫斯科，是一名應用化學家，生平最著名的產品，是香奈儿的香奈爾五號香水。

## 生平
17歲的時候前往哥哥經營的拉萊公司（Rallet）工作，從學習肥皂的調香開始做起，20世紀初開始用化學合成醛類，埃内斯特·博是這個新領域的先鋒，1907年他在拉萊品牌推出第一款香水，就成為一項非常受歡迎的產品，接著又陸續推出幾款香水，都受到市場上的好評，因此到了1914年時，埃内斯特·博已經是拉萊公司的技術總監，並且也是董事會的董事之一。
1917年俄國發生十月革命，拉萊公司被收歸成國有企業，因此埃内斯特·博前往法國尋找機會，因為熟識德米特里·巴甫洛維奇大公，進而認識可可·香奈兒，1921年埃内斯特·博調出香奈爾五號，令可可·香奈兒十分滿意，接下來又為設計多款香水，以及香奈兒的平價姐妹品牌妙巴黎開發多款香水，同樣都受到女性消費者以喜愛。

## 香水作品

香奈兒5號香水

- 1907年，拉萊公司：Inconnu（未知）
- 1912年，拉萊公司：Bouquet de Napoléon（拿破崙的花束）
- 1913年，拉萊公司：Bouquet de Catherine（凱瑟琳的花束）
- 1921年，香奈兒：香奈兒五號[1][2]
- 1922年，香奈兒：香奈兒22號
- 1924年，香奈兒：Cuir de Russie（俄羅斯皮革）[3]
- 1925年，香奈兒：Gardénia（梔子花）
- 1926年，香奈兒：Bois des îles（島嶼森林）[4]
- 1928年，妙巴黎：Soir de Paris（巴黎之夜）[5]
- 1936年，妙巴黎：Kobako[6]
- 1955年，妙巴黎：Premier Muguet（山谷裡的百合）[7]

## 受獎
- 法國榮譽軍團勳章